# Short 360
Short 360 – brytyjski samolot pasażerski wytwórni Short Brothers będący wersją wcześniejszej, transportowej maszyny Short SC.7 Skyvan.

## Historia
Wraz z komercyjnym sukcesem jaki odniósł Short 330, wytwórnia Short Brothers podjęła decyzję o wybudowaniu nowej, powiększonej wersji maszyny pasażerskiej, zdolnej do przewozu na swoim pokładzie od 30 do 40 osób. Oparcie konstrukcji o już istniejący model Short 330 gwarantowało szybki postęp prac, jak i zmniejszało ryzyko związane z wprowadzaniem nowych, niesprawdzonych technologii. W tym przypadku wytwórnia postawiła na sprawdzone i już wdrożone rozwiązania. Rozpoczęcie prac nad nowym projektem ogłoszono w 1980 roku a już rok później, 1 czerwca 1981 roku, w powietrze wzbił się po raz pierwszy gotowy prototyp nowej maszyny oznaczonej wstępnie jako SD3-60, a później jako Short 360. Uzyskanie 3 września 1981 roku certyfikatu typu dla samolotu pozwoliło na rozpoczęcie sprzedaży. 19 sierpnia 1982 roku dokonano oblotu pierwszej seryjnej maszyny, która znalazła się we flocie pierwszego użytkownika Short 360, amerykańskich linii Suburban Airlines. Wojskowa wersja samolotu trafiła na uzbrojenie między innymi United States Army pod oznaczeniem C-23B+/C Super Sherpa. W 1985 r. wprowadzono wersję Short 360 Advenced, przemianowaną później na Short 360-200. Produkcja modelu 360 zakończona została w 1991 roku po wyprodukowaniu 165 egzemplarzy wszystkich wersji.

## Konstrukcja
W odróżnieniu od SC.7 Skyvan i Short 330, w wersji 360 zastosowano klasyczny ogon, z pojedynczym statecznikiem pionowym i sterem wysokości przymocowanym do kadłuba. Kadłub samolotu pozostał niepresuryzowany a jedynie klimatyzowany. W porównaniu z wersją 330 wydłużono go o 91 cm, nieznacznie zwiększono rozpiętość skrzydeł. Przy standardowym rozmieszczeniu foteli, w układzie 2 + 1, samolot mógł zabrać na pokład do 36 pasażerów lub, w układzie zagęszczonym, 39 osób. Zmodyfikowano kuchnie i zwiększono pojemność luku bagażowego. Nowa sylwetka samolotu poprawiła jego właściwości aerodynamiczne. Przełożyło się to na zwiększenie osiągów samolotu w porównaniu do wersji 330. Wzrosła prędkość przelotowa, spadło zużycie paliwa. Maszyna posiadała chowane podwozie, goleń przedni do wnęk w kadłubie, golenie podwozia głównego do wnęk w gondolach bocznych, zainstalowanych na krótkich wysięgnikach po obu stronach kadłuba u dołu. Wersja 360-100 otrzymała turbośmigłowy silnik Pratt & Whitney Canada PT6A-65R o mocy 1327 KM (990 kW). Wersja 360-200 z 1985 roku wyposażono w mocniejsze jednostki PT6A-65AR o mocy 1424 KM (1062 kW) każdy. Wersja 360-300, poza nowymi silnikami PT6A-67R o mocy 1424 KM (1062 kW) każdy, miała niewielkie poprawki aerodynamiczne, nowe, sześciołopatowe śmigła oraz modyfikacje poprawiające wydajność pracy silników w gorących i wysokogórskich terenach. Nie zapominając o swoim protoplaście, towarowej wersji SC.7, wersja 360 miała również swój towarowy wariant, oznaczony jako 360-300F.